# Ланге, Иоганн Иоахим
Иоганн Иоахим Ланге (нем. Johann Joachim Lange; 1670—1744) — немецкий философ

 и лютеранский теолог, один из наиболее известных приверженцев пиетизма; автор мистико-философского сочинения Conspectus de medicina mentis.

## Биография
Родился в Гарделегене 26 октября 1670 года в семье члена городского совета Маврикия Ланге. Сначала посещал школу в родном городе, но когда из-за сильного пожара в Гарделегене в 1685 году его отец потерял всё свое имущество и только с помощью мэра Остервика он смог посещать среднюю школу в Кведлинбурге в 1687 году и среднюю школу в Магдебурге в 1689 году.
В 1689 году начал обучение он в Лейпцигском университете. В Лейпциге он был принят в дом Августа Германа Франке, который поддержал молодого студента и устроил ему должность репетитора у Христиана Томазиуса. Следуя за ним, Ланге продолжил обучение в Эрфуртском университете, а в 1694 году — в основанном ТОмазиусом Галльском университете. В Галле он посещал лекции Франке и Иоахима Юстуса Брайтаупта. Основательно изучил иврит.
В конце 1693 года он отправился в Берлин в качестве придворного магистра Фридриха Рудольфа Людвига фон Каница (1654–1699), где изучал восточную литературу и познакомился с Филиппом Якобом Шпенером.
Был заочно удостоен степени магистра в университете Галле и в 1696 году стал ректором школы в Кёслине.
С 1698 года был ректором Фридрихсвердерской гимназии (нем.) и в 1699 году принял на себя пасторство в церкви во Фридрихсвердере. В это время он составил грамматику латинского языка, которая широко использовалась и многократно переиздавалась на протяжении всего XVIII века в различных странах.
Спустя девять лет он вернулся в Галле в качестве помощника Брайтаупта. Когда в 1709 году Брайтаупт стал настоятелем Магдебургского и Бергенского (близ Магдебурга) монастырей, Ланге стал ординарным профессором богословского факультета Галльского университета, получил в 1717 году докторскую степень по теологии и, несмотря на другие предложения, оставался в Галле до самой смерти, наступившей 7 мая 1744 года. В 1721–1722 и в 1730–1731 годах занимал должность ректора университета Галле.
Как профессор богословия в Галле, выступил обвинителем Вольфа и его философии. Как пиетист, вёл успешную борьбу с виттенбергскими богословами, представителями лютеранской ортодоксии. Вместе с Франке и Шпенером способствовал подъёму религиозного настроения в Германии.

## Сочинения
Сочинения Ланге: «Causa Dei et religionis naturalis ad versus atheismum» (Галле, 1723); «Modesta disquisitio novi philos, syst. de Deo, mundo et homine» etc. (Галле, 1723).